# Valle del Rapel

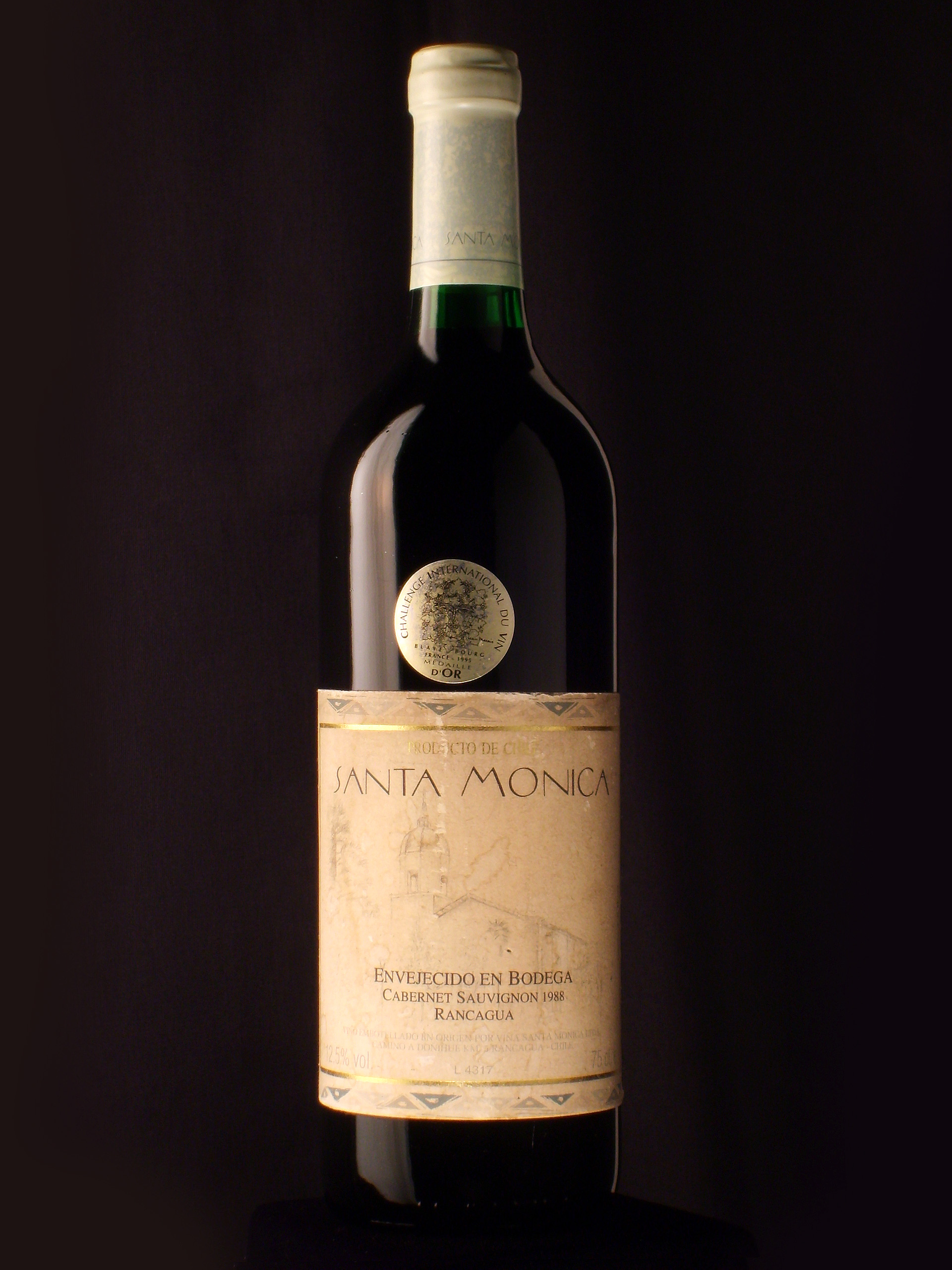
Cabernet Sauvignon de Rancagua.

Valle del Rapel es una denominación de origen chilena para vinos procedentes de la subregión vitícola homónima que se ajusten a los requisitos establecidos por el Decreto de Agricultura n.º 464 de 14 de diciembre de 1994, que establece la zonificación vitícola del país y fija las normas para su utilización como denominaciones de origen.

## Zonas y áreas
La subregión vitícola Valle del Rapel se encuadra dentro de la región vitícola del Valle Central y comprende las tres provincias administrativas de la Región de O'Higgins, es decir, la totalidad de la Región administrativa. Sin embargo, para efectos de zonas vitíferas, se reconocen el Valle del Cachapoal y el Valle de Colchagua.

### Valle del Cachapoal
En la zona vitícola Valle del Cachapoal se encuentran 6 áreas vitícolas que comprende a 15 comunas administrativas a saber:
- El área vitícola de Rancagua, compuesta por las comunas administrativas de Rancagua, Graneros, Mostazal, Codegua y Olivar
- El área vitícola de Requínoa, compuesta por la comuna administrativa homónima
- El área vitícola de Rengo, compuesta por las comunas administrativas de Rengo, Malloa y Quinta de Tilcoco
- El área vitícola de Peumo, compuesta por las comunas administrativas de Peumo, Pichidegua, Las Cabras y San Vicente de Tagua Tagua
- El área vitícola de Machalí, compuesta por la comuna administrativa homónima
- El área vitícola de Coltauco, compuesta por la comuna administrativa homónima

### Valle de Colchagua
En la zona vitícola Valle de Colchagua, comprende las provincias administrativas de Colchagua y de Cardenal Caro, en ella se encuentran 12 áreas vitícolas que comprende a 14 comunas administrativas a saber:
- El área vitícola de San Fernando, compuesta por la comuna administrativa homónima
- El área vitícola de Chimbarongo, compuesta por la comuna administrativa homónima
- El área vitícola de Nancagua, compuesta por las comunas administrativas de Nancagua y Placilla
- El área vitícola de Santa Cruz, compuesta por las comunas administrativas de Santa Cruz y Chépica
- El área vitícola de Palmilla, compuesta por la comuna administrativa homónima
- El área vitícola de Peralillo, compuesta por la comuna administrativa homónima
- El área vitícola de Lolol, compuesta por la comuna administrativa homónima
- El área vitícola de Marchigüe, compuesta por la comuna administrativa homónima
- El área vitícola de Litueche, compuesta por la comuna administrativa homónima
- El área vitícola de La Estrella, compuesta por la comuna administrativa homónima
- El área vitícola de Paredones, compuesta por la comuna administrativa homónima
- El área vitícola de Pumanque, compuesta por la comuna administrativa homónima

## Viticultura
De acuerdo al Catastro Frutícola Nacional 2015 y al Catastro Vitícola Nacional del año 2014, la Región de O'Higgins donde se encuentra la subregión vitícola del Valle del Rapel cuenta con 59.745,87 ha de viñedos. Aquellos destinados a la producción de uva de mesa ocupan una extensión de 12.363,8 ha, significa que aproximadamente el 20% de la superficie de viñas en la región están destinadas a la producción de fruta de exportación, mientras que 47.382,07 ha declaradas, es decir, el 88% están destinados a la producción de vinos.

### Viníferas blancas
Por su parte, las variedades de uva viníferas blancas cuentan con una superficie cultivada de 6.915,65 ha, 15% de la superficie vitícola.
Las variedades blancas que se cultivan actualmente en la región de O’Higgins son 17, a saber: Albariño, Chenin Blanc, Gewürztraminer, Marsanne, Moscatel de Alejandría, Pedro Jiménez, Pinot blanc, Pinot gris, Riesling, Roussanne, Sauvignon gris, Sauvignon vert, Semillón, Torontel,  Viognier, las variedades Sauvignon Blanc y Chardonnay son los mayores cultivos con 2.522,40 ha y 3.344,48  ha, respectivamente.

### Viníferas tintas
Los cultivos de variedades viníferas tintas poseen una superficie de 40.446,42 ha, es decir, el 85% de la superficie vitícola en toda la región de O’Higgins. 
Las variedades tintas son 25 distintas, a caber: Alicante Bouschet, Cabernet Franc, Carignan, Carménère, Cinsault, Malbec, Garnacha, Lacrimae Christi, Marselán, Merlot, Monastrell, Nebbiolo, Misión (país), Petit Verdot, Petit Syrah, Pinot Noir, Sangiovese, Tannat, Tempranillo, Tintoreras, Verdot, Touriga Nacional, Zinfandel, Syrah y Cabernet Sauvignon, esta última la variedad con mayor superficie cultivada en esta región con 19.130,59 ha.

## Vinicultura

### Variedades viníferas
La región Región de O'Higgins declaró para el año 2015 una producción de 16.192.164 litros de producción netamente vinífera. Esta región administrativa concentra el 13,9% de la producción nacional.
La producción corresponde a vino tinto hecho con variedades viníferas corresponde a 12.895.302 litros, es decir el 21,6% de la producción nacional. Mientras que hay 169.717 litros de vino blanco producido con variedades viníferas, lo que significa el 1% de la producción nacional.
Esta región vitícola produce 3.105.585 litros de mosto tinto sobre la base de variedades viníferas, que significa el 8,5% de la producción nacional. Esta región no hay producción de mostos blancos declarados sobre la base de variedades viníferas.
Existe además esta región vitícola, la producción de chicha sobre la base de variedades viníferas alcanzó a 21.560 litros que corresponde al 2,6% de la producción nacional.

### Variedades de mesa
En la región de O’Higgins, declaró para el año 2015 una producción de 40.658.639 litros de producción de vinos de mesa. Es la segunda región administrativa productora de vinos producidos con estas variedades después de la Región Metropolitana de Santiago. Superando con creces su propia producción sobre la base de variedades viníferas.
Esta región administrativa, concentra el 36% de la producción nacional sobre la base de variedades de mesa.
El vino tinto sobre la base de uva de mesa llega a 10.459.208 litros, mientras que el vino blanco sobre la base de variedades de mesa llega a 2.856.237 litros el 2015.
La producción de mostos sobre la base de uva de mesa llegó a 27.342.744 litros, correspondiendo a 26.620.423 litros a mostos tintos y 722.321 litros de mostos blancos.
Esta región administrativa declara producción de chicha de 450 litros, es decir 0,4% de la producción nacional de chichas sobre la base de variedades de mesa.